# Bedessa
Bedessa – miasto w Etiopii, w regionie Oromia.